# Прапор Теребовлі
Хору́гва Теребо́влі — один з офіційних символів міста Теребовлі у Тернопільській області.
Затверджена разом з гербом Теребовлі 20 листопада 1992 року на сесії міської ради.
В основі хоругви лежить проект голови Українського геральдичного товариства А. Б. Гречила.
Форма хоругви — прямокутне полотнище з співвідношенням сторін 1:1. Посередині в синьому полі знаходяться золотий півмісяць ріжками догори, а над ним три восьмипроменеві зірки (одна над двома), тобто повторюється символіка гербу міста. З трьох сторін хоругва облямована лиштвою з синіх та жовтих трикутників. Ширина лиштви — 1/12 ширини хоругви.